# Canthigaster sanctaehelenae
Canthigaster sanctaehelenae är en fiskart som först beskrevs av Günther 1870.  Canthigaster sanctaehelenae ingår i släktet Canthigaster och familjen blåsfiskar. Inga underarter finns listade.